# مجلس کردستان عراق
مجلس کردستان عراق با نام رسمی مجلس کردستان 
(به کردی سورانی: پەرلەمانی كوردستان) محل تجمع نمایندگان مردم کردستان عراق و مرکز اصلی قدرت سیاسی در این فدرال است. هم‌اکنون دورهٔ پنجم این پارلمان با ۱۱۱ نماینده در جریان است. ریاست مجلس کردستان عراق را از ۱۱ ژوئن ۲۰۱۹ رواز فایق بر عهده دارد.

## انتخابات مجلس اول کردستان عراق: ۱۹۹۲
اولین انتخابات مجلس کردستان عراق در ۱۹می ۱۹۹۲برگزار گردید، در این انتخابات نزاع بین جریان‌های سیاسی منطقه بر سر ۱۰۵کرسی مجلس آغاز شد، از ۱۰۵کرسی مورد رقابت، ۵کرسی به اقلیتهای مسیحی آشوری و کلدانی اختصاص داده شده و ۱۰۰کرسی نیز محل رقابت کردها قرار گرفت. کردها با هفت لیست وارد رقابت با یکدیگر شدند، اما از همان آغاز مسلم بود که انتخابات بین حزب دموکرات و اتحادیه برگزار می‌گردد، در نهایت هم چنین شد و حزب دموکرات کردستان عراق با کسب ۴۵٫۶درصدر آراء از اتحادیه میهنی و حزب زحمتکشان با ۴۳٫۶درصد آرا پیشی گرفت. اما این صدر نشینی حزب دموکرات موجب دولتمردی پارت دموکرات در اقلیم نشد زیرا که از یک سو پیشتازی حزب دموکرات، لغزان بود و در حقیقت بین حزب دموکرات و اتحادیه میهنی حزب زحمتکشان یک اختلاف رای ۲درصدی وجودداشت و از سوی دیگر گروه اتحادیه میهنی و حزب زحمتکشان از همان نخست خود را به عنوان اپوزیسیون حزب دموکرات تعریف کردند. این اختلاف نظر دو حزب تا به آنجا ادامه یافت که برای رسیدن به کابینه و دولت واحد به بن‌بست رسیدند و در نهایت اقلیم بین حزب دموکرات و اتحادیه تقسیم گشت.
دموکرات با توجه به نزدیکی منطقه بارزان به اربیل، این منطقه را خاستگاه خود می‌دانستند و در عین حال اتحادیه سخت بر این شهر مسلط بود و حاضر به عقب‌نشینی نمی‌شد. تقسیم سیاسی- اراضی نیز به منزله پایان تنش‌ها نبود زیرا که از سال ۱۹۹۴دو جناح اتحادیه میهنی و حزب دموکرات جنگی خونین را آغاز کردند. بالاخره دموکراتها پس از مدتها توانستند اربیل را به تصرف خود درآورند و بدین طریق اقلیم به دو بخش شمالی با سلطه دموکرات‌ها به مرکزیت اربیل و بخش جنوبی با حکمرانی اتحادیه به مرکزیت سلیمانیه تقسیم شد.
جنگ داخلی اقلیم کردستان موجب شد که انتخابات ۱۹۹۶برگزار نشود و کار به آنجا کشید که مادلین آلبرایت، وزیر خارجه وقت آمریکا بین دو جناح حزب دموکرات و اتحادیه میهنی به میانجی گری پرداخت تا بین آنان آتش‌بس برقرار شود. آلبرایت دو جناح را قانع کرد که در سال ۱۹۹۸در واشینگتن به اجلاس و مذاکره مشغول شوند مذاکراتی که تنها نتیجه آن آتش‌بس بین نیروهای کردی بود. بن‌بست جنگ داخلی ۱۹۹۴موجب شد که اقلیم کردستان نتواند میزبان انتخابات مجلسی ۱۹۹۶باشد و به همین دلیل، اقلیم به مدت ۹سال تا انتخابات ۲۰۰۵، شاهد انتخابات مجلسی نبود. از این رو حزب دموکرات نیز نتوانست عرض اندام جدی نسب به اتحادیه نشان دهد و بیش از هر چیز مشغول توسعه روابط خود با کشورهای همسایه و آباد سازی مناطق تحت کنترل خود بود.

## انتخابات مجلس دوم کردستان عراق: ۲۰۰۵
دومین انتخابات مجلس کردستان عراق پس از سقوط رژیم بعث و در سال ۲۰۰۵برگزار شد، در این انتخابات دو جریان حزب دموکرات واتحادیه میهنی برای جلوگیری از برادر کشی به بار آمده در سال ۱۹۹۴، در لیستی واحد در کنار سایر احزاب ائتلافی لیست خود به رقابت پرداختند و موفق شدند که ۱۰۴کرسی از مجموع ۱۱۱کرسی مجلس را به خود اختصاص دهند. اما در این بین حزب دموکرات کردستان جایگاه ویژه‌ای داشت، حزب دموکرات کردستان با وجود اینکه که موفق شد لیست خود (ائتلاف با اتحادیه میهنی) رابه صدر برساند اما در انتخابات درون لیستی نتوانست اکثریت آرا را بدست آورد و با کسب ۳۷کرسی پس از اتحادیه با ۳۸کرسی در مقام دوم لیست و پس از حزب دموکرات نیز سایر احزاب ائتلافی این لیست با ۲۹ کرسی در مقام سوم قرار گرفتند. اما حزب دموکرات با تکیه بر توافق‌نامه استراتژیک با اتحادیه که طی آن دو جریان تعهد کرده بودند که نخست‌وزیری و ریاست مجلس را در چهار سال عمر دولت و مجلس به صورت دو نیمه دو ساله بین خود جابه‌جا نمایند، موفق شد در سال ۲۰۰۶ در مجلس اقلیم کردستان نیچروان بارزانی را به ریاست دولت برساند و حکمرانی خود را به سایر بخش‌های اقلیم کردستان گسترش دهد. البته این صدرات اعظم برای دموکرات کردستان به معنای سلطه بر اقلیم کردستان نبود زیرا که اتحادیه که خود صدرنشین لیست مشارکتی با حزب دموکرات می‌دانست، حاضر به عقب‌نشینی در مقابل حزب دموکرات نبود و در نهایت نیز با وجود کابینه چهل وزیره آقای نچیروان بارزانی، مناطق ذی‌نفوذ اتحادیه میهنی و حزب دموکرات وزارتخانه‌های پیشمرگ، دادگستری، کشور و اقتصاد و دارایی مستقل داشتند.
حزب دموکرات کردستان در دوره اول انتخابات مجلس کردستان عراق در ۱۹۹۲موفق به کسب ۵۱کرسی از ۱۰۰کرسی کردی شده بود در حالی که در انتخابات مجلس دوم تنها توانست ۳۷کرسی از مجموع ۱۱۱کرسی را به خود اختصاص دهد.
با اتمام دوره چهارساله مجلس دوم کردستان عراق، کردها مصاف انتخاباتی ۲۰۰۹را آغاز کردند. در این انتخابات نیز دو حزب اتحادیه میهنی و دموکرات همچون دوره دوم در قالب یک فهرست واحد به نام لیست کردستانی در انتخابات شرکت کردند اما دیگر از ائتلاف با احزاب دیگر خبری نبود. لیست ائتلافی دموکرات-اتحادیه با کسب ۵۹کرسی اکثریت آرا در انتخابات را بدست آورد، این انتخابات از چند حیث برای حزب دموکرات مهم بود: نخست از آن جهت که حزب دموکرات توانست صدر نشینی خود را با ۳۰کرسی بر ۲۹کرسی اتحادیه میهنی تثبیت نماید. البته این توفیق حزب دموکرات بر رقیب سنتی خود به واسطه انشعاب گسترده‌ای اتحادیه میهنی پیش از انتخابات ۲۰۰۹ و ظهور جنبش تغییر با ۲۵کرسی به رهبری نوشیروان مصطفی بود. ظهوری که حزب دموکرات را به شدت به این امر مشغول کرد که از یک سو رابطه خود را با این عنصر نوظهور را تعریف و تنظیم نماید و از سوی دیگر تهدیدات و فرصت‌های ناشی از این ظهور را بسنجد.
این دور افت موقعیت حزب دموکرات نسب به دور گذشته بود در حقیقت با وجود اینکه حزب دموکرات موفق به کسب ۳۰کرسی گشت اما این حزب نسبت به مجلس دوم ۷کرسی خود را از دست داد. از سوی دیگر حزب دموکرات در این دوره نتوانست دولتمردی خود بر اقلیم را بلاانقطاع ادامه دهد و مجبور شد که کرسی صدارت اعظمی را با اتحادیه میهنی شریک شود؛ و این بار نوبت حزب دموکرات کردستان عراق بود که طبق توافقنامه‌ای استراتژیک، دو سال نخست کابینه جدید(۲۰۰۹–۲۰۱۱)اقلیم را به اتحادیه واگذار کند تا اتحادیه میهنی کابینه اقلیم را با نخست‌وزیری برهم صالح، معاون دوم دبیرکل اتحادیه میهنی ومعاون اولی آزاد برواری عضو دفترسیاسی حزب دموکرات برپا نماید.
هرچند که در نیمه دوم(۲۰۱۱–۲۰۱۳)نیچیروان بارزانی، معاون دبیرکل حزب دموکرات کردستان پست نخست‌وزیری را تحویل گرفت و عماد احمد عضو دفترسیاسی اتحادیه میهنی، معاونت وی رابر عهده داشت. ریاست مجلس نیز نیز در هر دو نیمه بین دو طرف جابه جاگشت و وزارت خانه‌های کلیدی نیز به تساوی بین دو طرف تقسیم شد.

## انتخابات مجلس سوم کردستان عراق: ۲۰۱۳
مرگ سیاسی جلال طالبان، تشدید انشعاب گسترده در اتحادیه میهنی، توسعه روزافزون اقلیم کردستان بالاخص در نیمه دوم دولت اقلیم به نخست‌وزیری نچیروان بارزانی با تکیه بر درآمدهای سرشار نفتی، اعتماد به نفسی جدی به حزب دموکرات کردستان عراق داد. حزب دموکرات در انتخابات سپتامبر ۲۰۱۳مجلس موفق شد بیشترین آرا را با ۳۵٫۷درصد اختصاص دهد و ۳۸کرسی مجلس کردستان را به دست آورد.
انتخابات ۲۰۱۳مجلس کردستان عراق از چند جهت برای حزب دموکرات حائز اهمیت است، نخست از آن جهت که این حزب موفق شد روند رو به نزول خود را متوقف کند و با کسب ۳۸کرسی در انتخابات مجلس چهارم نسبت به دوره قبل ۸ کرسی بیشر به خود اختصاص دهد. اما مهم‌ترین تغییر و تحول برای اقلیم کردستان را شاید بتوان به حاشیه رفتن رقیب سنتی وی یعنی اتحادیه میهنی دانست. اتحادیه میهنی در انتخابات ۲۰۱۳ شکست سختی خورد و جایگاه خود را به جنبش تغییر داد. 